# The Cold Light of Day
The Cold Light of Day —conocida en España y en parte de Hispanoamérica como La fría luz del día o también como Brusco despertar y en México como Dura verdad—  es una película de acción y drama de 2012 coproducida entre Estados Unidos y España, dirigida por Mabrouk El Mechri, protagonizada por Bruce Willis, Sigourney Weaver, Henry Cavill y Verónica Echegui. La película trata sobre Will —Henry Cavill—, quien descubre que su familia ha sido secuestrada por agentes extranjeros que buscan un maletín robado por el padre de Will —Bruce Willis—.

## Sinopsis
Will Shaw (Henry Cavill) trabaja como asesor financiero en San Francisco. Durante las vacaciones de verano, de mala gana visita a su familia en España durante las vacaciones. Se reúne allí con su padre, Martin Shaw (Bruce Willis), que también es asesor del gobierno. Esa noche, una llamada telefónica le pone de mal humor y decide ir a pescar al día siguiente. Por atender el teléfono, provoca un accidente de navegación en el que Dara (Emma Hamilton)  novia de su hermano (Rafi Gavron) se golpea la cabeza en un torno del barco. Mientras todo el mundo está preocupado por Dara suena, de nuevo, el teléfono. Enfadado, Martin lo agarra y lo lanza al océano. Will decide lanzarse al mar y llegar al pueblo en busca de suministros médicos y tomar un refresco. Cuando intenta regresar, el yate ha cambiado de emplazamiento y está abandonado y con signos de haber sido asaltado.
Investigando, coincide con Zahir (Roschdy Zem), que conoce el paradero de la familia de Will, y que se ofrece a acompañarlo. Will observa que algo está mal, e intenta escapar en un coche de la policía local. Aparece Martin, su padre, que se pelea con los oficiales y ayuda Will escapar.
Martin revela a su hijo que es agente de la CIA, y le explica que las personas que secuestraron a su familia están detrás de un maletín que había robado en el desempeño de una tarea de la CIA. Martin llama a su jefa de equipo en la CIA, Jean Carrack (Sigourney Weaver) que se compromete a reunirse con él en Madrid. En la reunión, Will se queda en el coche mientras Martin habla con Carrack, quien dice que ya no tiene el maletín. Él no le cree y presiente que algo está mal. Cuando Martin vuelve al coche, recibe el disparo de un francotirador (Joseph Mawle). Cuando Will intenta socorrerlo, el teléfono de Martin -que ha muerto- comienza a sonar y el francotirador, Gorman, empieza a disparar contra Will, que agarra el teléfono, sale del coche, y es perseguido por Madrid por la policía y por Gorman. Se escapa, dejando la pistola de su padre en un contenedor de basura. Durante su fuga, Will recibe una llamada de los secuestradores, que quieren hablar con "Tom" y exigen el maletín a cambio de su familia. Se le da un plazo de 21 horas y un punto de encuentro.
Llega a la oficina de Diego, que figuraba en la memoria del móvil, y se reúne con Lucía Caldera (Verónica Echegui), la recepcionista, quien le dice que Diego es su tío. Aparecen los persecutores y Will y Lucía escapan por los tejados, aunque Will recibe un disparo en el abdomen, lo que lo deja muy débil. En lugar de llevar a Will a un hospital, Lucía lo lleva a un club nocturno, para que le atienda una amiga que estudiaba medicina. Lucía también le dice a Will que "Tom" es el alias de Martin en España, y que ella es en realidad su hermanastra, hija de Martin con otra mujer.
Aún sin fuerzas, Will decide buscar a Zahir. Sube a un coche donde lo golpean y en el que es llevado ante Zahir. Cuando despierta está amarrado en una silla y Zahir (agente del Moshad) le pregunta por el maletín. Al creer que Will miente, uno de los agentes comienza a golpearle brutalmente. Pero Will le insiste en que el maletín lo tiene Carrack, que le crea y si no que su matón podía seguir divirtiéndose con él. Zahir confía y le muestra que tiene a su familia y que solo los dejará libres si consigue el maletín, a lo que acepta sin cuestionar.
A Lucía se le ocurre un plan para atraer Carrack usando su tarjeta de crédito. Gorman aparece y es reducido por los porteros del club nocturno y torturado para intentar obtener información, pero sin resultados. Idean hacerle creer que puede escapar para que Will pueda seguirlo. Esto funciona y llegan hasta Carrack, que los lleva a un aparcamiento subterráneo. Después de una peligrosa persecución de coches por las calles de Madrid, los papeles se invierten y es Carrack quien los persigue. Los coches chocan y Lucía queda gravemente herida. Carrack está a punto de acabar con Will, pero recibe el disparo de un francotirador del Moshad, y Zahir recupera el maletín. Finalmente, Lucía se recupera en el hospital, rodeada de su nueva familia. A Will le ofrecen un trabajo en la CIA (si acepta o no, la película no lo muestra).

## Personajes
- Henry Cavill como Will Shaw.
- Sigourney Weaver como Jean Carrack.
- Bruce Willis como Martin Shaw.
- Verónica Echegui como Lucía Caldera.
- Caroline Goodall como Laurie Shaw.
- Rafi Gavron como Josh Shaw.
- Joseph Mawle como Gorman.
- Óscar Jaenada como Máximo.
- Lolo Herrero como Reynaldo.
- Mark Ullod como Vicente.
- Emma Hamilton  como Dara Collins.
- Michael Budd como Esmael.
- Alex Amaral como César.
- Jim Piddock como Meckler.
- Paloma Bloyd como Cristiana.
- Roschdy Zem como Zahir.
- Colm Meaney como agente de la CIA.
- Eduardo Gómez como Diego Caldera.
- Carlos Gavalda como policía.

## Producción y rodaje
La película se rodó en España. Los lugares turísticos costeros Teulada, Moraira y Jávea (Playa Granadella) aparecen en la película. 
Escenas exteriores en Madrid (Sol, Gran Vía, Callao) y en Metro Pitis, Ventas (alrededor de la plaza de toros) y discoteca Fabrik.
El filme fue estrenado el 6 de abril de 2012 en el Reino Unido y el 7 de septiembre de 2012 en los Estados Unidos.

## Crítica
La película fue criticada por los colaboradores y tiene una calificación de 5% en Rotten Tomatoes, basado en 40 opiniones. The New York Times describió la película como una "imitación  muy incompetente de una película de 'Bourne'."